# Coll del Molí (el Molar)
El Coll del Molí és una muntanya de 188 metres que es troba al municipi del Molar, a la comarca catalana del Priorat.